# 埃格爾湖 (布比孔)
47°15′28″N 8°49′00″E / 47.25778°N 8.81667°E

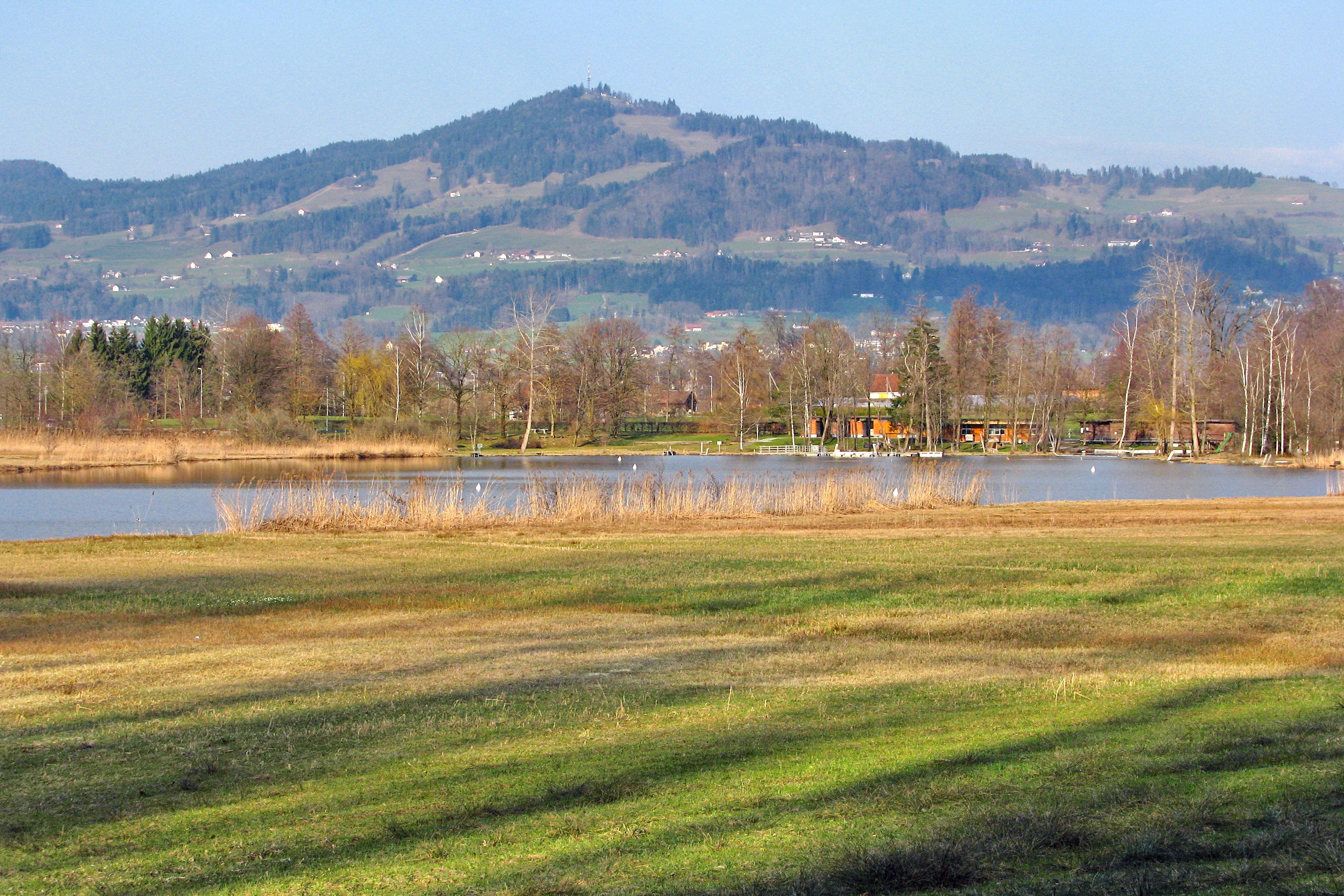

埃格爾湖（Egelsee），是瑞士的湖泊，位於該國東北部，由蘇黎世州負責管轄，處於布比孔，面積0.04平方公里，海拔高度494米，平均水深3.6米，最大水深6米。